# アフマド・チャラビー

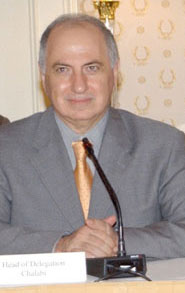
アフマド・チャラビー

アフマド・チャラビー（アラビア語: أحمد الجلبي、Ahmed Chalabi、1944年10月30日 - 2015年11月3日）は、イラクの政治家。アフマド・チャラビとも表記される。イラク国民会議代表、イラク戦争後にイラク統治評議会議長やイラク副首相を務めた。16歳でマサチューセッツ工科大学のホイットフィールド・ディフィーに師事、非常に成績優秀で神童の誉れが高く、シカゴ大学大学院で数学を学び、1969年博士号を取得。

## 来歴
シーア派の名家出身でサッダーム・フセイン政権時代は国外に亡命していた。ネオコンとのつながりがあり、同じくMITに通っていた亡命イラク人で元トロツキストのカナン・マキヤとは盟友になる。戦争前にイラク国内の大量破壊兵器に関する情報を提供していたが、不正確な情報だったためアメリカ国防総省から見切りをつけられてイラク暫定政権のメンバーから漏れた。サッダーム政権崩壊後、ドナルド・ラムズフェルド国防長官、ポール・ウォルフォウィッツ同副長官、ダグラス・ファイス同次官はチャラビーをイラク新政権の首班に任命しようと画策していたが、最終的に失敗した。
2005年に行われた制憲議会選挙ではチャラビー率いるイラク国民会議はシーア派政党連合「統一イラク同盟｣に合流。これによりシーア派主導のイラク移行政府では副首相に就任した。05年12月に行われた国民議会選挙では統一イラク同盟を脱退し、自ら「国民会議連合」という政党連合を結成して選挙戦に臨んだが一議席も獲得できず惨敗した。
バアス党の政治復帰には断固反対の立場であり、2010年に行われた国民議会選挙では選挙資格を判断する「正義と責任追及委員会」を使って元バアス党員や旧政権と繋がりがあると見られる候補者（主にスンナ派）の立候補資格を次々とはく奪し、当選者も同様の理由で当選無効とした。このため、スンナ政党やバアス党の政治参加に前向きな勢力から非難された。
2015年11月3日死去。イラク政府発表。

## 関連作品
- 映画『グリーン・ゾーン』に登場する亡命イラク人アフマド・ズバイディはチャラビーがモデルである。
- 映画『記者たち 衝撃と畏怖の真実』には、主役の記者ふたりがチャラビーにインタヴューし、彼の野心に辟易するシーンがある。